# Пляжный футбол в России
Пляжный футбол в России появился в 1990-е годы, однако полноценный национальный чемпионат начал проводиться лишь в 2005 году. Организацией пляжного футбола занимается Федерация пляжного футбола России (ФПФР) со штаб-квартирой в Москве.
Сборная России является одной из ведущих команд в мире: на её счету три победы на чемпионатах мира, а также успехи в таких турнирах, как Кубок Европы, Евролига, Межконтинентальный кубок и Европейские игры. Кроме того, Россия стала страной-хозяйкой чемпионата мира 2021 года, прошедшего в Москве.
На клубном уровне российские команды «Локомотив» и «Кристалл» становились победителями Кубка европейских чемпионов.
С 2022 года решением ФИФА сборная России и российские клубы отстранены от участия в международных соревнованиях.

## История

### Начало развития
Пляжный футбол впервые появился в России в 1990-е годы. В 1996 году сборная России приняла участие в чемпионате мира по пляжному футболу — втором в истории этого вида спорта. В составе команды тогда выступали Вагиз Хидиятуллин, Вячеслав Чанов и Андрей Якубик. Несмотря на победу над Аргентиной (3:1), россияне уступили Италии (1:5) и США (3:4), заняв третье место в группе и не сумев выйти в плей-офф.
В 1999 году журналисты газет «Советский спорт» и «Труд» организовали турнир по пляжному футболу на пляжах Самары, получивший название «Золотые пески Самары». В турнире начали принимать участие команды из Москвы, Саратова, Пензы, Тольятти, Сызрани и Ульяновска. Позднее одним из спонсоров соревнования стала компания «Росар», возглавляемая предпринимателем Сергеем Ковшовым. В 2003 году состоялся четвёртый розыгрыш этого турнира, победу в котором одержала команда «Росар». Планировалось, что «Росар» выступит на международных соревнованиях в Турции, однако осенью 2003 года 43-летний бизнесмен Сергей Ковшов был убит в Самаре.

### Системное развитие
При участии Сергея Анохина в 2005 году была основана Федерация пляжного футбола России, а в 2007 году Анохин возглавил комитет пляжного футбола при Российском футбольном союзе. С 2006 года Федерация пляжного футбола России базируется в Москве в Гостином дворе. В январе 2006 года новым президентом федерации стал первый заместитель руководителя Федеральной таможенной службы Владимир Шамахов, сменивший Юрия Грибкова.
Летом 2005 года усилиям Николая Писарева была восстановлена сборная России, принявшая участие в Евролиге, где заняла третье место в группе, не сумев завоевать путёвку на чемпионат мира. За сборную в это время начали выступать Валерий Карпин и Александр Мостовой.  Первым турниром Федерации пляжного футбола России стал Кубок Москвы в июле 2005 года в Серебряном Бору. Всероссийский чемпионат по пляжному футболу состоялся в октябре 2005 года года в Анапе с участием восьми команд. Победителем дебютного турнира стал клуб «Сити Химик» представлявший Россошь Воронежской области.

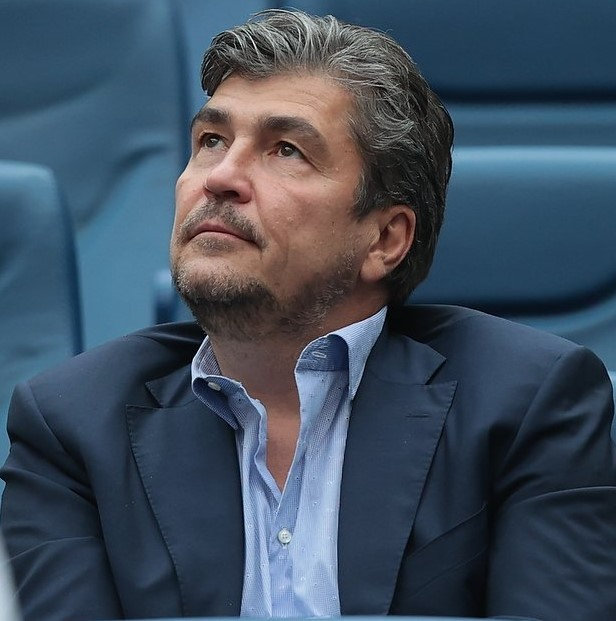
Николай Писарев

Спустя месяц началась подготовка к Кубку Европы в московских «Лужниках», который состоялся в декабре 2005 года. В тренерский штаб вошёл испанец Кике Сетьен, который спустя 15 лет возглавит футбольную «Барселону». Подготовка к соревнованиям проходила в Севастополе на базе Черноморского флота. На турнире россияне дошли до финала, где уступили сборной Швейцарии со счётом 3:4.

### Успехи
Первые серьёзные успехи сборной пришлись на 2009 год, когда команда выиграла Евролигу. В 2010 году её возглавил Михаил Лихачёв, при котором Россия впервые победила на Кубке Европы. В 2011 году команда добилась исторического успеха, став чемпионом мира, обыграв в финале действующих обладателей титула — сборную Бразилии (12:8) на турнире в Равенне.
На клубном уровне российские команды также добивались значительных успехов. В 2012 году московский «Локомотив» выиграл Клубный Мундиалито, переиграв в финале бразильский «Фламенго» (6:4). В том же году «Локомотив» стал победителем первого в истории Кубка европейских чемпионов. В 2014 и 2015 годах этот титул дважды подряд завоёвывал питерский «Кристалл», повторив достижение в 2020 и 2021 годах. По числу побед в турнире он конкурирует с португальской «Брагой», являясь самой титулованной командой России.
Успехам сборной России во многом способствовал высокий уровень внутреннего чемпионата, где выступали сильнейшие игроки мира, включая многих бразильцев — чемпионов мира, а также таких звёзд, как Маджер или Деян Станкович. Тем не менее в отличие от «Локомотива», финансируемого РЖД, другие клубы российской пляжной Суперлиги не связаны с командами из большого футбола. Даже «Спартак» и ЦСКА существуют независимо от своих одноимённых клубов. Это отражается на финансовом состоянии клубов: после пандемии COVID-19 игроки «Спартака», например, жаловались на задержки заработной платы.
Также важным фактором успеха российского пляжного футбола стало появление круглогодичного тренировочного процесса, ставшего возможным благодаря строительству крытых спортивных арен в Санкт-Петербурге и Московской области.
По данным Sports.ru на 2021 год, бюджеты ведущих клубов составляли 60-65 млн рублей в год. По словам Владислава Силютина, его клуб «Краснодар-ЮМР» обходится в 20-30 млн рублей в год. Зарплаты в пляжном футболе значительно ниже, чем в классическом. Игрок «Кристалла» Артур Папоротный в интервью «Петербургскому дневнику» в 2020 году говорил, что заработок не превышает 2 млн рублей в год, включая премиальные и матчи за сборную. За победу в чемпионате страны клуб выплачивал по 300 тысяч рублей.

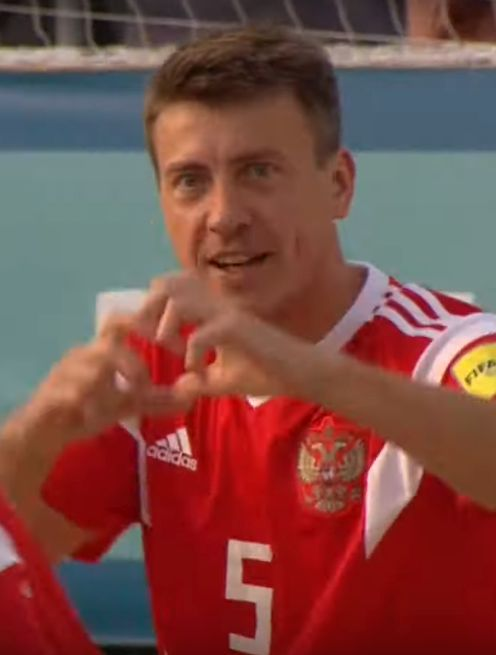
Юрий Крашенинников

Россия неоднократно принимала международные турниры по пляжному футболу. Крупнейшим событием стал чемпионат мира 2019 года в Москве. Кроме того, в российской столице регулярно проводились этапы Евролиги, а с 2019 по 2021 годы — Клубный Мундиалито.

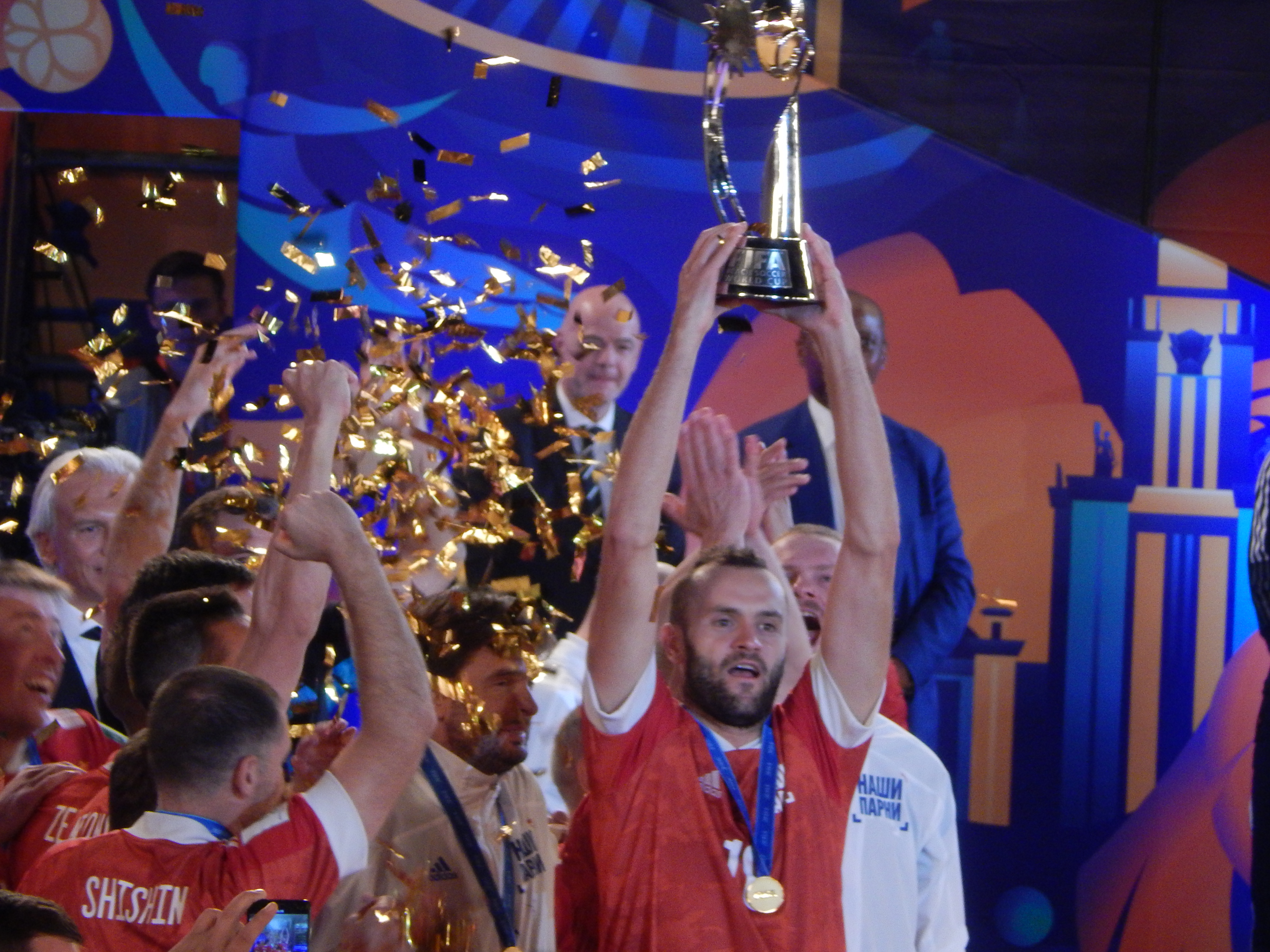
Россияне празднуют победу на чемпионате мира 2021 года

В общей сложности сборная России по пляжному футболу является трёхкратным чемпионом мира, победителем Европейских игр, а также многократным обладателем титулов в Евролиге и Межконтинентальном кубке. Россия неоднократно возглавляла мировой рейтинг сборных. За успехи и стабильные результаты команда получила прозвище «Красная машина». Кроме того, у сборной России — положительный баланс личных встреч с Бразилией: 8 побед в 14 матчах, чего не удавалось добиться ни одной другой национальной команде.

### С 2022 года
После начала боевых действий на территории Украины Россия была отстранена ФИФА от участия в международных соревнованиях. Всемирная организация пляжного футбола также отказалась от проведения турниров в России. В ответ был создан Московский международный кубок, ставший фактически заменой Клубному Мундиалито, участниками которого стали клубы из Беларуси, Ирана, Казахстана и Сейшельских Островов. К третьему турниру, состоявшемуся в 2024 году, география расширилась — участие приняли аргентинская «Бока Хуниорс» и бразильский «Коринтианс».
На уровне сборных в августе 2023 года в Санкт-Петербурге был проведён Кубок Наций, где приняли участие Иран, Сенегал и ОАЭ, а победителем стала российская сборная.
Отсутствие международной практики стало причиной приглашения сразу шестерых россиян (Станислав Кошарный, Владимир Раскин, Артём Волошин, Андрей Котенев, Фёдор Земсков и Егор Ремизов) в парагвайский клуб «Президент Хейс» для участия в Кубке Либертадорес. По итогам турнира команда стала серебряным призёром, а Земсков стал лучшим бомбардиром парагвайцев.
Во время чемпионата мира 2025 года со сборной Парагвая работал Михаил Лихачёв, а в тренерский штаб Сейшел вошли Антон Шкарин и Павел Баженов.

## Известные игроки

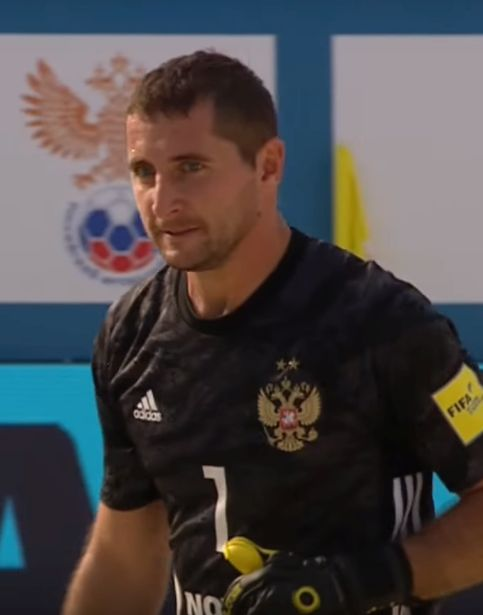
Максим Чужков

В рамках вручения наград «Звёзды пляжного футбола» россияне не раз удостаивались высоких званий. Максим Чужков был признан лучшим вратарём мира в 2019 году, а Михаил Лихачёв дважды получал приз лучшего тренера — в 2014 и 2021 годах. В 2017 году Борис Никоноров был награждён как «восходящая звезда».
На чемпионате мира 2011 года Илья Леонов был признан лучшим игроком турнира, а Андрей Бухлицкий — лучшим вратарём. Дмитрий Шишин стал лучшим бомбардиром мирового первенства 2013 года.
В список номинантов на звание лучших игроков мира по пляжному футболу по четыре раза входили Артур Папоротный и Максим Чужков, а по три — Фёдор Земсков и Борис Никоноров.
Российские игроки также выступали за зарубежные клубы. Например, Егор Еремеев и Дмитрий Шишин играли за «Барселону» на Мундиалито, а Юрий Крашенинников защищал цвета «Коринтианса».

## Женский пляжный футбол
Женский чемпионат России по пляжному футболу впервые был проведён в 2012 году. Победителем турнира стала команда Московского государственного университета природообустройства (МГУП).
Собственная женская сборная России была сформирована летом 2018 года. Её первым главным тренером стал Илья Леонов.
В 2018 и 2019 годах российская команда становилась обладателем Кубка Европы, а в 2021 году выиграла Евролигу. На Всемирных пляжных играх 2019 года сборная России заняла четвёртое место.
Марина Фёдорова была признана лучшим игроком мира в 2018 году, а также дважды — в 2018 и 2019 годах — получала звание лучшего игрока Кубка Европы. Анастасия Горшкова стала лучшим бомбардиром Кубка Европы 2018 года, а Виктория Силина в 2019 году была признана лучшим вратарём турнира.

## Детский пляжный футбол
Наибольшее число детей, занимающихся пляжным футболом в России, — в Санкт-Петербурге. Зимой в спортивном центре «Динамит» проводятся турниры для игроков в возрасте от 8 до 18 лет. В зимнем сезоне 2017/18 участие приняли 92 команды в 10 возрастных категориях. Общее количество игроков составило 1 126 человек. Тем не менее, на песок футболисты впервые выходят только во время матчей турнира.
По состоянию на 2021 год в Москве действовало две детские школы по пляжному футболу — «Строгино» и «Спартак» в Химках. К этому времени в академии «Спартака» занималось 250 детей. Первый показательный турнир среди детских команд в Москве состоялся в июне 2007 года.